# Paxillaceae
Paxillaceae es una familia de hongos, de la superdivisión Dikarya, división Basidiomycota; tienen afinidad con Boletales.
La familia se compone de 9 géneros y 78 especies.